# 临桂钻地风
临桂钻地风（学名：Schizophragma choufenianum），为虎耳草科钻地风属下的一个植物种。